# Tirrenia – Compagnia Italiana di Navigazione
Tirrenia – Compagnia Italiana di Navigazione (Tirrenia CIN) è una società italiana di trasporti marittimi. Con le sue navi merci e passeggeri collega diversi porti italiani e del mar Mediterraneo, garantendo la continuità territoriale con le isole (Sardegna, Sicilia) durante tutto l'arco dell'anno. La stessa venne fondata nel 2012 a Napoli, quando Compagnia Italiana di Navigazione si aggiudicò la gara per l'acquisizione di Tirrenia di Navigazione. Il 19 luglio 2012, la Compagnia Italiana di Navigazione ottenne definitivamente gli asset della vecchia Tirrenia.

## Storia

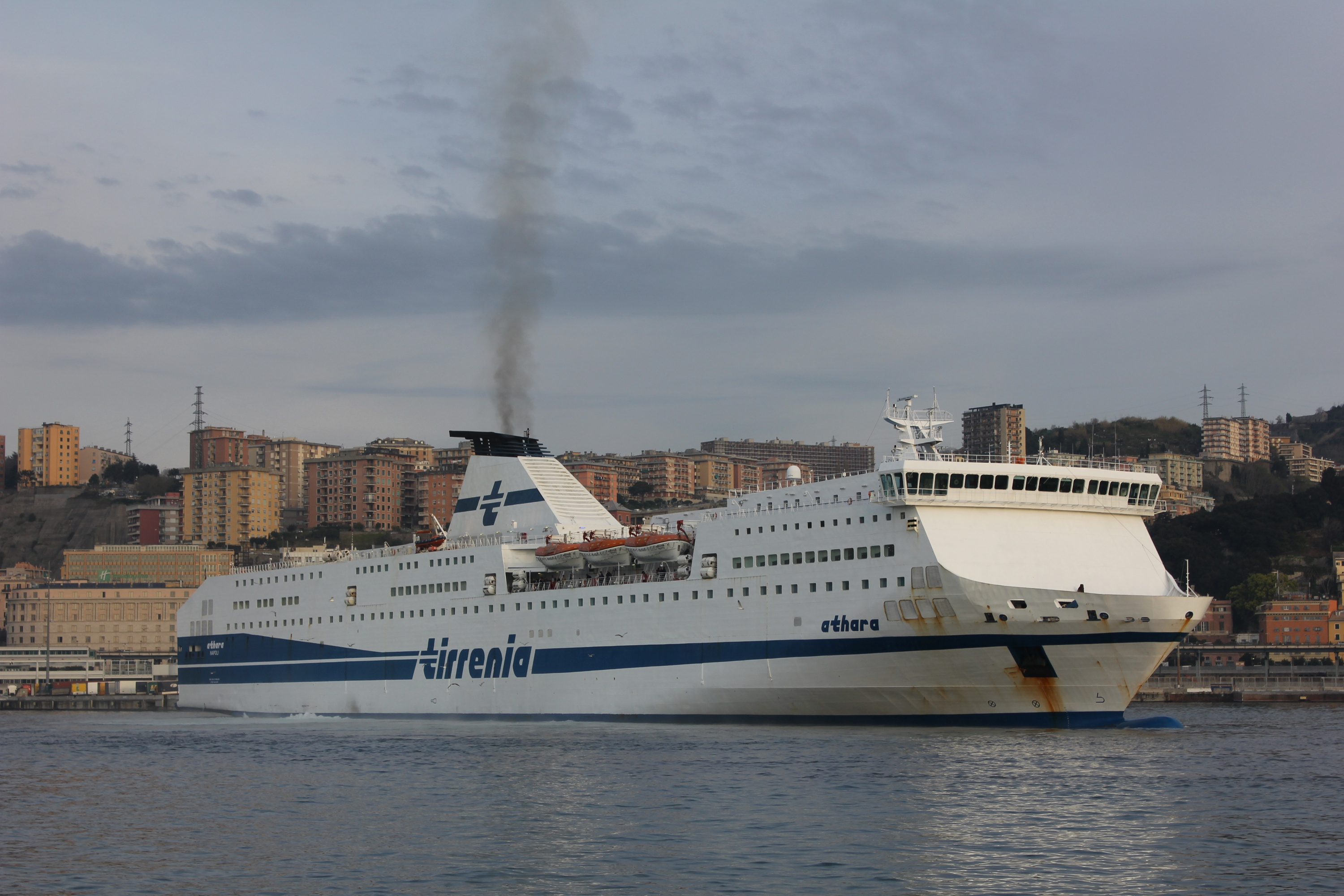
L'Athara in manovra a Genova

Il 6 novembre 2008 il Consiglio dei ministri del Governo Berlusconi IV diede il via libera alla privatizzazione di Tirrenia di Navigazione S.p.A.. Il 23 dicembre 2009 Fintecna S.p.A. avviò la procedura per la cessione dell'intero capitale sociale di Tirrenia, comprensiva della Siremar, mediante invito a manifestare interesse all'acquisto di 108.360 azioni rappresentanti l'intero capitale sociale di Tirrenia di Navigazione S.p.A.. Il bando scadde alle ore 12 del 19 febbraio 2010. Nel bando di gara parteciparono ben sedici società, tra cui SNAV (con a capo Gianluigi Aponte), Grandi Navi Veloci, Grimaldi Lines, Moby Lines (dell'armatore Vincenzo Onorato), Ustica Lines, Corsica Ferries (di proprietà dell'armatore corso Pascal Lotà) e la cordata Mediterranea Holding (dove era presente la Regione Siciliana nel 37% delle quote e la TTT Lines dell'armatore greco Alexis Tomasos con il 30,5%). Quest'ultima si ritrovò sola, dopo che tutte le partecipanti si ritirarono.
Il 28 luglio 2010 Mediterranea Holding si aggiudicò l'acquisizione di Tirrenia di Navigazione e Siremar, mentre il 4 agosto Fintecna dichiarò a sorpresa la chiusura senza esito della procedura di dismissione, giustificando che Mediterranea Holding non sottoscriveva il contratto nel tempo utile previsto.
Il 12 agosto 2010 venne formalizzato dal tribunale di Roma lo stato di insolvenza, richiesto dal commissario straordinario della società Giancarlo D'Andrea che diede inizio alla procedura di amministrazione straordinaria prevista della legge Marzano. Nel frattempo l'ex amministratore delegato Franco Pecorini passò al cda dell'assicuratore di Tirrenia, Ital Brokers.
Il 19 maggio 2011 si chiuse la seconda gara per la privatizzazione della compagnia. Risultò vincitrice l'unica partecipante, la Compagnia Italiana di Navigazione (CIN), ovvero una nuova società formata proprio per la privatizzazione di Tirrenia da Marinvest (Gianluigi Aponte), Moby (Vincenzo Onorato) e Grimaldi. La data ufficiale della privatizzazione fu il 21 giugno 2012. L'Antitrust UE bocciò anche questa soluzione per possibile posizione dominante, quindi uscirono da CIN il Gruppo Grimaldi, Gianluigi Aponte e il greco Alexis Tomasos. Il 19 luglio 2012 avvenne la firma di chiusura dell'operazione e CIN divenne ufficialmente il nuovo proprietario di Tirrenia di Navigazione.
Per quanto riguarda la flotta, da luglio 2012 la CIN introdusse due nuove navi per la tratta Cagliari-Civitavecchia e viceversa. Le unità in questione furono le ex Olympia Palace ed Europa Palace noleggiate dalla Minoan Lines, che operando su tratte a servizio da/per la Sardegna, vennero rinominate opportunamente in Bonaria e Amsicora. I lavori di adeguamento avvennero nei cantieri navali Palumbo di Messina. Conseguentemente terminarono il servizio le navi dell'ormai datata classe Strade Romane. A novembre 2012 venne venduta all'Adria Ferries la nave Toscana e alla Visentini la nave Lazio, mentre le rimanenti Nomentana, Clodia e Flaminia vennero messe in vendita. Nel dicembre 2012, la Tirrenia noleggiò la nave Dimonios per 5 anni, per porla in servizio dal gennaio 2013 sulle tratte Cagliari-Napoli, Cagliari-Palermo e Cagliari-Trapani. Questo lieve rinnovamento portò la flotta ad avere una vita media di circa 10 anni.
Il 24 settembre 2014 il consiglio d'amministrazione della compagnia approva il passaggio della sede legale da Napoli a Cagliari. Nel corso del 2014 Tirrenia è stata valutata da ADAC (Allgemeiner Deutscher Automobil Club), il club automobilistico tedesco, che redige una classifica sullo stato di sicurezza dei traghetti europei, con il massimo riconoscimento Very Good. L'ADAC seleziona a campione una nave della flotta sulla quale verifica senza preavviso gli standard riguardanti la manutenzione, la sicurezza ed il servizio di bordo.
Il 7 luglio 2015, Vincenzo Onorato (proprietario già di Moby), acquista il 100% del capitale della Tirrenia CIN, liquidando gli altri soci e diventando così unico proprietario della storica società di navigazione.
Il 15 aprile 2021 la Procura della Repubblica di Milano chiede il fallimento della CIN, a seguito della richiesta di concordato in bianco presentato nove mesi prima dalla Onorato Armatori S.p.A.. Il 5 luglio 2021 il Tribunale di Milano ammette la società al concordato preventivo in continuità. Viene poi nominato un nuovo CdA, composto da Pietro Maria Putti (Presidente), Massimo Mura (Amministratore Delegato), Andrea Maria Azzaro, Giuliano Lemme e Matteo Savelli
Il 24 giugno 2021 Simone Ferretti assume la carica di direttore generale.
Nel gennaio 2024 il concordato è stato chiuso e la società è tornata in bonis.

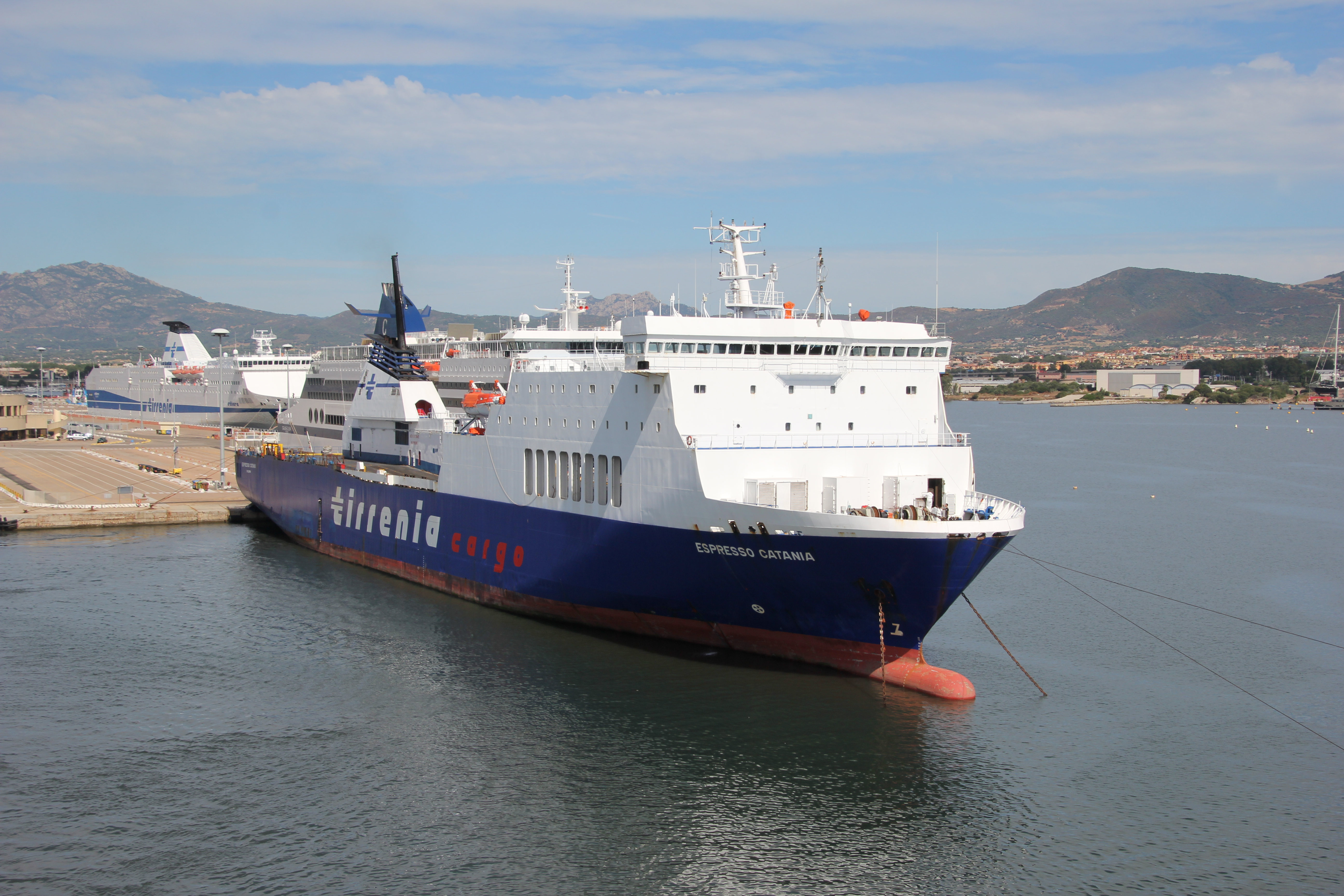
Il cargo Espresso Catania

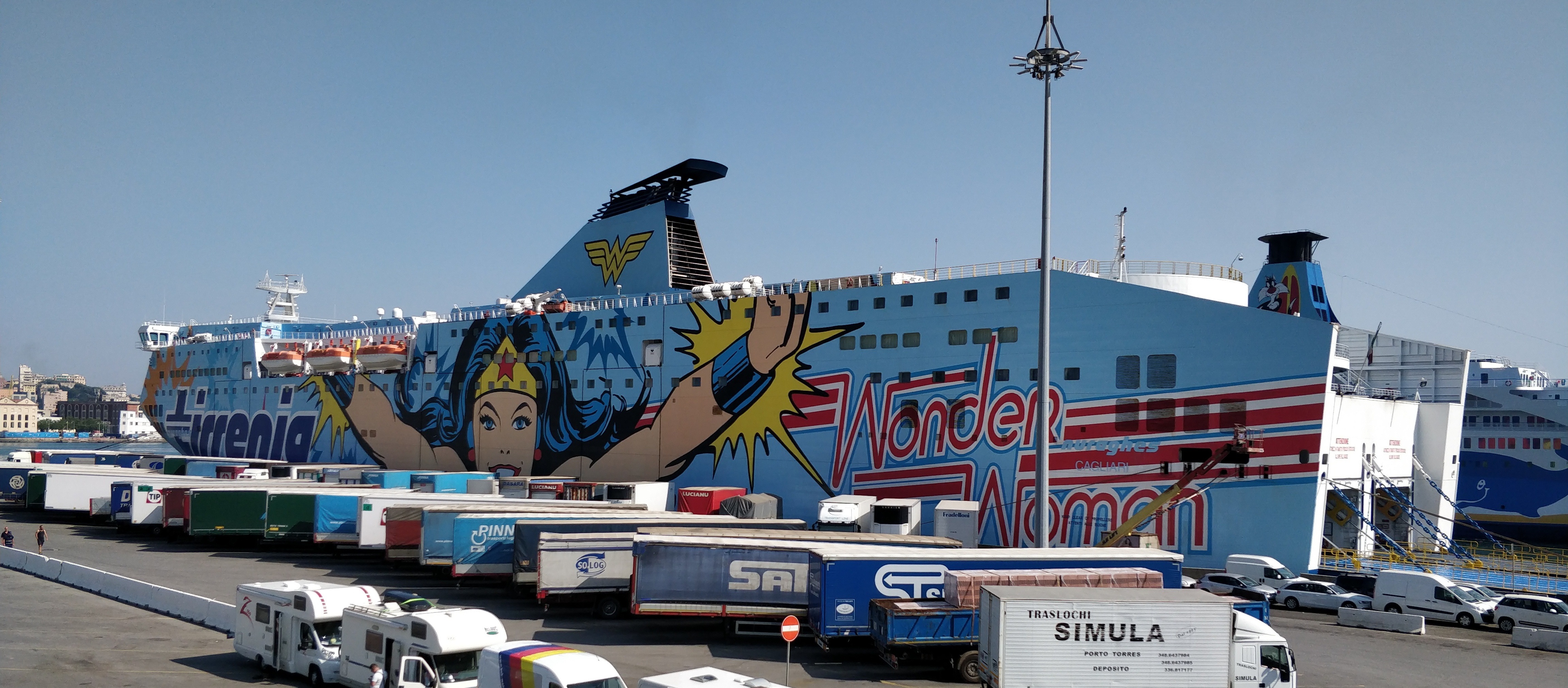
Il traghetto Nuraghes con la livrea dedicata ai supereroi DC Comics

## Sistemazione passeggeri
Sono disponibili a bordo tre tipi di sistemazioni divise per tipologia e fascia tariffaria:
- Passaggio ponte (o passaggio semplice), è la soluzione più economica, voluta dagli organi governativi per mantenere una fascia tariffaria bassa al fine di agevolare la continuità territoriale. Il passeggero può soggiornare in tutti i locali comuni della nave senza usufruire di una sistemazione predefinita.
- Poltrona (o poltrona reclinabile), può essere di prima o seconda classe, al passeggero viene assegnata una poltrona numerata situata in apposite sale.
- Cabina (o cabina ad uso esclusivo), è la possibilità di avere una cabina a disposizione che in base alla quantità di letti disponibili può essere doppia, tripla o quadrupla, dalla posizione esterna (con oblò) o interna.
- Cabina Suite, più ampie e di maggiore qualità rispetto alle normali cabine,

## Livree
La livrea è stata mantenuta uguale a quella delle navi della Tirrenia di Navigazione, bianca con striscia blu progressivamente sdoppiata verso poppa, così come quella merci: arancione scuro con sovrastrutture di colore bianco. Dopo aver affittato due navi di Classe Palace dalla compagnia di navigazione greca Minoan Lines, l'urgenza di mettere in servizio le unità ha portato ad avere una livrea ibrida fra quella della compagnia greca e quella della Tirrenia, ovvero colorazione bianca con strisce rosse e il logo blu Tirrenia sulle fiancate.
Nel mese di marzo 2017, grazie alla partnership tra il Gruppo Onorato Armatori (di cui Tirrenia fa parte) e Warner Bros., viene siglato un accordo tra la compagnia di navigazione e la casa fumettistica DC Comics, per fare un restyling delle livree sulle fiancate delle navi. La prima nave ad essere rinnovata, è stata la Sharden sulle cui fiancate è raffigurato il personaggio supereroe Batman. Nei mesi seguenti, anche le livree delle altre navi saranno ridisegnate: ad aprile 2017 è toccato alla Nuraghes e nel 2018 alle navi Bithia e Athara.

### Logo
Negli anni il logo è evoluto e si è modificato leggermente

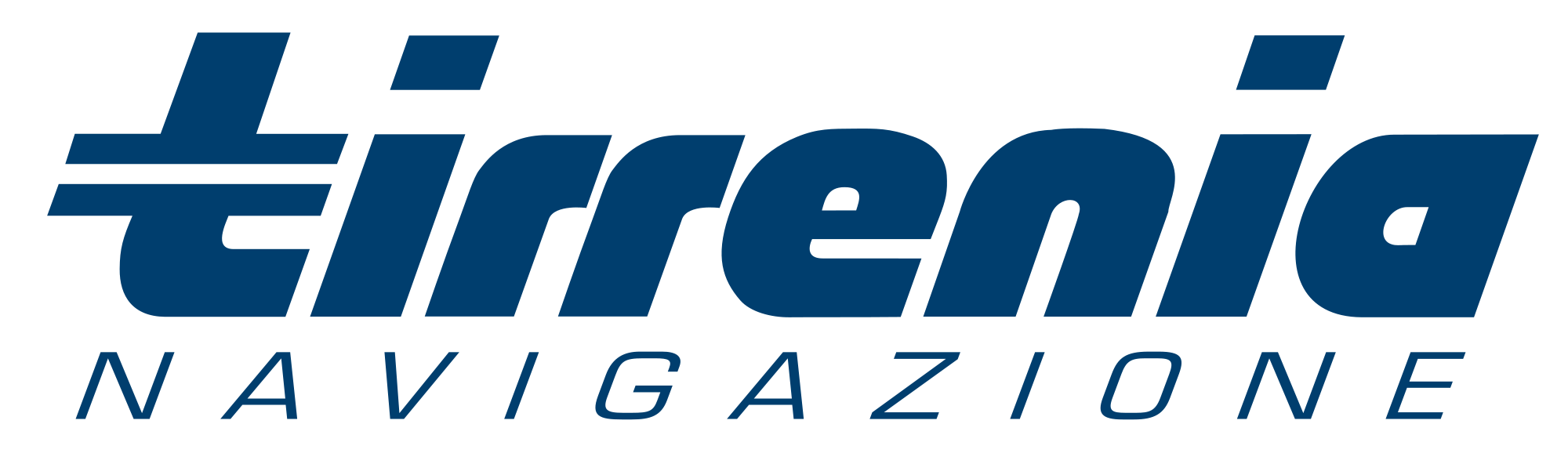
Logo in uso fino al 2012
Il logo in uso tra il 2012 e il 2014
Il logo in uso dal 2014

## Flotta
| Tipo              | Nave   | Classe | Bandiera | Stazza (t.s.l.) | Lunghezza (m) | Larghezza (m) | Passeggeri | Auto | Metri lineari di carico merci | Anno di costruzione | Note        | Immagine |
| ----------------- | ------ | ------ | -------- | --------------- | ------------- | ------------- | ---------- | ---- | ----------------------------- | ------------------- | ----------- | -------- |
| Fast Cruise Ferry | Athara | Bithia |          | 35.736          | 214           | 26            | 2 700      | 900  | 915                           | 2003                | In servizio |          |
| Fast Cruise Ferry | Janas  | Bithia | 2002     | 35.736          | 214           | 26            | 2 700      | 900  | 915                           |                     | In servizio |          |

## Flotta del passato
| Navi                 | Immagine | Stazza lorda (t.s.l.) | Capacità   | Capacità      | Velocità in nodi | Anno di costruzione | Anni di servizio per Tirrenia CIN | Tipo              | Cronologia |
| Navi                 | Immagine | Stazza lorda (t.s.l.) | passeggeri | metri lineari | Velocità in nodi | Anno di costruzione | Anni di servizio per Tirrenia CIN | Tipo              | Cronologia |
| -------------------- | -------- | --------------------- | ---------- | ------------- | ---------------- | ------------------- | --------------------------------- | ----------------- | --- |
| Toscana              |          | 14.169                | 600        | 1.676         | 18,5             | 1994                | 2012                              | Ro-Pax            | 1994 Varata come traghetto merci Toscana 1996 trasformata in traghetto Ro-Pax 2012 venduta ad Adria Ferries e rinominata AF Marina |
| Flaminia             |          | 12.523                | 2.000      | 1.040         | 18,5             | 1980                | 2012                              | Cruise-Ferry      | 1980 Varata nel Cantiere navale di Castellammare di Stabia 1986 sottoposta a un intervento di allungamento 2012 rinominata New York e demolita ad Alang (India) |
| Clodia               |          | 14.834                | 2.280      | 1.040         | 17               | 1980                | 2012-2013                         | Cruise-Ferry      | 1980 Varata nel Cantiere navale di Sestri Ponente 1986 sottoposta a un intervento di allungamento 1992 aggiunta di altri due ponti e controcarene ai cantieri INMA di La Spezia 2013 rinominata Clodiar e demolita ad Alang (India)                                                            |
| Nomentana            |          | 14.834                | 2.280      | 1.040         | 17               | 1980                | 2012-2013                         | Cruise-Ferry      | 1979 Varata nel Cantiere navale di Castellammare di Stabia 1986 sottoposta a un intervento di allungamento 1992 aggiunta di altri due ponti e controcarene ai cantieri INMA di La Spezia 2013 rinominata Nomt e demolita ad Alang (India)                                                      |
| Aurelia              |          | 14.834                | 2.280      | 1.040         | 17               | 1980                | 2012-2019                         | Cruise-Ferry      | 1979 Varata nel Cantiere navale di Castellammare di Stabia 1986 sottoposta a un intervento di allungamento 1992 aggiunta di altri due ponti e controcarene ai cantieri SMEB di Messina 2019 venduta a SNAV 2023 trasferita a MSC rinominata MSC Aurelia 2024 trasferita a SNAV                 |
| Dimonios             |          | 26.904                | 840        | 2.255         | 23               | 2007                | 2012-2017                         | Ro-Pax            | 2007 Varata al Cantiere Navale Visentini con il nome di Borja Dos 2012-2017 Noleggiata a Tirrenia - CIN, rinominata Dimonios 2017 venduta a Trasmediterránea, rinominata Ciudad de Palma 2021 venduta a Trasmed GLE (Gruppo Grimaldi)                                                          |
| Bonaria              |          | 36.825                | 1.711      | 1.560         | 29,5             | 2001                | 2012-2018                         | Fast Cruise-Ferry | 2001 Varata nel Cantiere navale di Sestri Ponente con il nome Olympia Palace 2012-2018 Noleggiata a Tirrenia - CIN, rinominata Bonaria 2018 Restituita al Gruppo Grimaldi, rinominata Cruise Bonaria 2020 per conto del gruppo Grimaldi, si sposta in Grecia e viene rinominata Knossos Palace |
| Amsicora             |          | 36.825                | 1.711      | 1.560         | 29,5             | 2002                | 2012-2018                         | Fast Cruise-Ferry | 2001 Varata nel Cantiere navale di Sestri Ponente con il nome Europa Palace 2012-2018 Noleggiata a Tirrenia - CIN, rinominata Amsicora 2018 Restituita al Gruppo Grimaldi, rinominata Mykonos Palace 2020 per conto del Gruppo Grimaldi, si sposta in Grecia e viene rinominata Festos Palace  |
| Ariadne              |          | 13.957                | 1.845      | 2.050         | 24,9             | 1996                | 2018-2020                         | Cruise-Ferry      | 1995 Varata ai cantieri Mitsubishi di Shimonoseki, (Giappone) con il nome Rainbow Bell 2018-2020 Noleggiata a Tirrenia - CIN 2020 Restituita a Hellenic Seaways |
| Lazio                |          | 14.398                | 50         | 1.780         | 19               | 1993                | 2012-2013                         | Ro-Ro             | 1993 Varata nel Cantiere navale di Palermo 2013 venduta alla Visentini Giovanni Trasporti, rinominata Levante 2017 venduta alla Drujba Line, rinominata Drujba |
| Puglia               |          | 14.398                | 50         | 1.780         | 19               | 1995                | 2012-2017                         | Ro-Ro             | 1995 Varata nel Cantiere navale di Palermo 2017 venduta alla Unity Line, rinominata Copernicus |
| Barbara Krahulik     |          | 14.398                | 50         | 1.780         | 19               | 1993                | 2012-2019                         | Ro-Ro             | 1993 Varata ai cantieri Van der Giessen de Noord (Paesi Bassi) 2017 rinominata Barbara Krahulik 2019 venduta alla TT-Line, rinominata Marco Polo |
| Hartmut Puschmann    |          | 14.398                | 50         | 1.780         | 19               | 1993                | 2012-2019                         | Ro-Ro             | 1993 Varata nel Cantiere navale di Palermo 1994 rinominata Espresso Catania 2007 rinominata Hartmut Puschmann 2019 venduta alla Ntiolio Shipping Co. Ltd, rinominata Amal |
| Isola di Capraia     |          | 577                   | 522        |               | 29               | 1999                | 2012-2021                         | Fast Ferry        | 1999 Varata dai Cantieri Navali Rodriquez 2021 venduta a Caremar 2024 venduta a SNAV e rinominata SNAV Virgo |
| Nuraghes             |          | 35.736                | 2700       | 915           | 28               | 2004                | 2012 - 2023                       | Fast Cruise-Ferry | 2004 Varata nel Cantiere navale di Castellammare di Stabia 2023 trasferita alla Moby Lines, rinominata Moby Vinci 2024 venduta a GNV e rinominata GNV Sirio |
| Sharden              |          | 35.736                | 2700       | 915           | 28               | 2005                | 2012 - 2024                       | Fast Cruise-Ferry | 2005 Varata nel Cantiere navale di Castellammare di Stabia 2024 venduta a GNV e rinominata GNV Auriga |
| Beniamino Carnevale  |          | 14.398                | 50         | 1.780         | 19               | 1992                | 2012-2023                         | Ro-Ro             | 1992 Varata ai cantieri Van der Giessen de Noord (Paesi Bassi) 2017 rinominata Beniamino Carnevale 2023 venduta in Turchia a una compagnia di navigazione sconosciuta e rinominata Lider Prestij                                                                                               |
| Raffaele Rubattino   |          | 30.757                | 1.470      | 625           | 20               | 2000                | 2012-2024                         | Cruise-Ferry      | Venduta a Moby Lines |
| Vincenzo Florio      |          | 30.757                | 1.470      | 625           | 20               | 1999                | 2012-2024                         | Cruise-Ferry      | Venduta a Moby Lines |
| Bithia               |          | 35.736                | 2700       | 915           | 28               | 2001                | 2012-2024                         | Fast Cruise-Ferry | Venduta a Moby Lines e rinominata Moby Ale Due |
| Maria Grazia Onorato |          | 32 770                | -          | -             | 22               | 2019                | 2019-2024                         | Ro-Ro             | Attuale Longstone per DFDS |
| Alf Pollak           |          | 32 770                | -          | -             | 22               | 2018                | 2018-2024                         | Ro-Ro             | Attuale Lismore per DFDS |
| Giuseppe Lucchesi    |          | 29.429                | 12         | 3.700         | 21,5             | 2012                | 2018-2025                         | Ro-Ro             | Attuale Stena Shipper per Stena Line |

## Rotte effettuate

### Sardegna
| Linea                 | Tempo                                          | Nave           | Frequenza                                       | Note |
| --------------------- | ---------------------------------------------- | -------------- | ----------------------------------------------- | ---- |
| Civitavecchia ↔ Olbia | 7 h / 8 h (notturna) 5 h 30 min / 7 h (diurna) | Athara / Janas | Plurigiornaliera estiva / Giornaliera invernale |      |